# Seymour Cassel
Seymour Cassel (22. ledna 1935 Detroit – 7. dubna 2019 Los Angeles) byl americký herec.
V 60. letech 20. století vystupoval v několika filmech s Johnem Cassavetesem, ale často spolupracoval s hercem a režisérem Stevem Buscemim. V hlavních rolích spolu vystupovali v roce 1992 ve filmu Alexandra Rockwella nazvaném Průšvih. Steve Buscemi jej rovněž obsadil do svého krátkometrážního snímku What Happened to Pete (šlo o předzvěst celovečerního debutu Můj nejmilejší bar, v němž také hrál). V roce 2000 hrál v dalšímu filmu Steva Buscema, Věznice a o pět let později i ve  filmu Samotář Jim. Jako herci se rovněž sešli v dalším Rockwellově filmu Pete Smalls Is Dead (2010).
V letech 1964 až 1983 byla jeho manželkou Elizabeth Deering, která rovněž vystupovala v několika filmech.